# لی یوئرو
لی یوئرو (انگلیسی: Li Yueru؛ زادهٔ ۲۸ مارس ۱۹۹۹) بازیکن بسکتبال زن اهل چین است.
وی در مسابقات کشوری و بین‌المللی در مجموع برندهٔ ۲ مدال طلا، ۲ مدال نقره، ۱ مدال برنز شده‌است.